# José Cardoso de Meneses Martins
José Cardoso de Meneses Martins (em grafia antiga José Cardoso de Menezes Martins) (Guimarães, Santa Maria da Oliveira do Castelo, Casa do Carmo, 10 de Outubro de 1873 - Lisboa, Belém, 18 de Junho de 1954) foi um político português.

## Biografia

### Filiação
Era filho segundo de Luís Cardoso Martins da Costa de Macedo, 1.º Visconde de Margaride e 1.º Conde de Margaride, etc, e de sua mulher Ana Júlia Rebelo Cardoso de Meneses.

### Formação
Era Bacharel formado em Filosofia e em Matemática pela Faculdade de Ciências da Universidade de Coimbra, respectivamente, a 16 de Julho de 1897 e a 27 de Junho de 1898.

### Propriedades
Foi Senhor da Casa e Quinta da Rana, em São Domingos de Rana, Carcavelos. A Quinta da Rana está situada na Freguesia de São Domingos de Rana, que lhe deu o nome, no Concelho de Cascais. O seu núcleo primitivo remonta ao século XVII, mas é em meados do século XVIII, com a acção de Sebastião José de Carvalho e Melo, 1.º Conde de Oeiras e 1.º Marquês de Pombal, na região, que as Quintas produtoras do vinho de Carcavelos tiveram a sua época áurea. É desta altura o andar nobre da Casa da Quinta da Rana, com a sua escada de pedra e salão com tecto de macieira, bem ao estilo da Casa Fidalga. A Quinta entra, então, em decadência, passando por diversas mãos no século XIX, até ser adquirida por José Cardoso de Meneses Martins.
Foi, igualmente, Senhor das Quintas da Devesa Alta e de Almoinha em São Salvador de Souto, das Quintas de Fundevila, Melião, Vamoça e Freitas em São Paio de Figueiredo e São Martinho de Leitões, das Quintas do Bairro de Cima e do Bairro de Baixo em Santa Eulália de Fermentões, e de Casas da Misericórdia em Guimarães, Vila do Conde, etc.
Foi o Fundador da Casa Agrícola Margaride, nas propriedades na região do Ribatejo que sua mulher herdou da Grande Casa Sobral, que, mais tarde, vem a ser administrada pelo seu filho primogénito Luís.

### Casamento e descendência
Casou em Almeirim, São João Baptista de Almeirim, a 11 de Fevereiro de 1901 com Margarida Maria José Braamcamp de Melo Breyner (Lisboa, Coração de Jesus, 23 de Março de 1873 - Lisboa, Lapa, 5 de Janeiro de 1950), irmã de sua cunhada mulher do 2.º Conde de Margaride, filha de Hermano José Amalric Braamcamp Sobral de Melo Breyner, 3.º Conde de Sobral, etc, de ascendência Holandesa, Italiana, Francesa e Alemã, e de sua mulher D. Francisca Maria das Dores de Almeida e Vasconcelos, com geração.

### Cargos públicos
Foi Secretário da Assembleia Geral da Companhia das Lezírias do Tejo e Sado.

### Vereador da Câmara Municipal de Cascais
Exerceu as funções de Vereador da Câmara Municipal de Cascais entre data desconhecida de 1906 e 29 de Novembro de 1908 e, novamente, de 30 de Novembro de 1908 a 4 de Outubro de 1910, nos Executivos de Jaime Artur da Costa Pinto (de 2 de Janeiro de 1890 a 12 de Setembro de 1909) e de Domingos Serapião de Freitas (de 5 de Janeiro de 1910 a 10 de Agosto de 1910). Neste período, destacam-se como medidas mais emblemáticas para o Concelho as seguintes: a 24 de Janeiro de 1906, os Edis apreciam o projecto e orçamento para a construção do novo mercado de peixe na Praça Serpa Pinto, e, a 21 de Fevereiro de 1906, o projecto de alteração do mercado das frutas; a 30 de Maio de 1906, o Município manda proceder à colocação de contadores em todas as repartições em que a água é fornecida gratuitamente, como meio de regularizar os consumos; a 16 de Agosto de 1906, é apresentada à Vereação o projecto de escada para serventia entre a Praia da Ribeira ou Praia do Peixe e a Avenida D. Carlos I, decidindo-se, a 5 de Setembro de 1906 pôr em praça o projecto de construção do novo mercado de peixe; a 14 de Novembro de 1906, a Câmara Municipal toma conhecimento dum ofício da Sociedade de Propaganda de Portugal acerca dos melhoramentos que deviam ser introduzidos no Concelho; ainda nesse mesmo dia 14 de Novembro de 1906, a Câmara Municipal resolve solicitar à Administração da Companhia Real dos Caminhos-de-Ferro Portugueses a remoção do grande depósito de carvão existente na vila na Estação Ferroviária de Cascais, em consequência das repetidas queixas dos proprietários de trens e dos moradores; a 2 de Janeiro de 1907, os Edis analisam um ofício do Delegado Marítimo da vila pedindo o fornecimento de água para o novo Quartel dos Marinheiros no sítio do Castelo de Cascais; a 13 de Março de 1907, tendo diminuído consideravelmente a água das nascentes da Serra da Malveira, que abasteciam a vila, a Câmara Municipal resolve mandar colocar torneiras na canalização para que, com facilidade, se pudesse medir a água em diferentes pontos, e bem como nos chafarizes públicos; a 17 de Abril de 1907, a Vereação determinava alargar a Rua Visconde da Luz; e a 8 de Maio de 1907 a de proceder ao alargamento da Rua Afonso Sanches até à Rua Manuel Joaquim de Avelar; a 29 de Maio de 1907, discute-se em torno dum Ofício do Governador Civil do Distrito de Lisboa, Eduardo Segurado, remetendo dois projectos de obras relativos à Estrada Municipal do Largo do Gama à Avenida Valbom e da Estrada Municipal da Malveira à Peninha, lanço da Malveira ao Chafariz da Serra; a 4 de Setembro de 1907, atendendo à escassez de água, manda-se construir dois depósitos, um junto aos que existiam no Sítio do Lombo e outro próximo do Lugar da Abuxarda; a 26 de Dezembro de 1907, resolve-se anunciar praça para a arrematação da construção do novo mercado de peixe, decidindo-se, a 15 de Janeiro de 1908, enviar uma Representação ao Governo para se obter um desvio de verbas do fundo de viação municipal para ser substituída a canalização que abastecia de água as povoações do Monte Estoril e de São João do Estoril por outra de maior diâmetro, num percurso de 2.200 metros; a 18 de Julho de 1908, aprecia-se o pedido do Delegado Marítimo da vila para o estabelecimento duma linha telefónica ligando a Secretaria da Delegação Marítima com o Quartel dos Praças de Marinhagem; a 12 de Agosto de 1908, decide-se enviar um telegrama à Câmara dos Deputados, requerendo que fosse votada uma Lei regulamentando a indústria do jogo em Portugal, a exemplo do que se praticava em Espanha, França e Bélgica; a 18 de Novembro de 1908, analisa-se um requerimento de moradores da vila pedindo a recolocação total ou parcial dos bicos de incandescência que estiveram acesos durante a época balnear, etc.

### Vice-Presidente e Presidente em Exercício da Câmara Municipal de Cascais  e a Implantação da República Portuguesa
Foi Vice-Presidente da Câmara Municipal de Cascais de 5 de Janeiro de 1910 a 16 de Agosto de 1910, e Presidente em Exercício do Município de 17 de Agosto de 1910 a 5 de Outubro de 1910, cargo que exercia aquando da queda da Monarquia a 5 de Outubro de 1910 e da Implantação da República Portuguesa.
Contam os jornais "O Século" de 7 de Outubro de 1910 e "Voz do Povo" de 17 de Outubro de 1910 que, desde o começo do tiroteio em Lisboa, na vila de Cascais vivia-se um clima de grande ansiedade por falta de notícias dos acontecimentos. Na noite de Segunda-Feira, dia 3 de Outubro, para Terça-Feira, dia 4 de Outubro, concentraram-se os populares revoltosos em Carcavelos, esperando a hora de entrarem em serviço revolucionário. À uma hora da madrugada, tomaram o cabo submarino e cortaram as comunicações terrestres. Na Quarta-Feira de manhã, dia 5 de Outubro, a notícia da vitória foi ali recebida e em todas as povoações, das nove às dez horas da manhã. Houve muitas manifestações em todas as localidades e foram içadas bandeiras republicanas no Campo Entrincheirado, em São Julião da Barra e no Forte Duque de Bragança. Aquando das novas da Revolução, D. Afonso de Bragança, Duque do Porto, encontra-se na região, instalando-se na Cidadela de Cascais, pois havia Guarda e a população de Cascais era, na sua maioria, afeiçoada ao Regime. Entretanto, o iate Amélia segue até à Baía de Cascais, recebendo, em breve, o Infante, que, no automóvel do 1.º Barão de Linhó, António Borges Coutinho de Medeiros de Sousa Dias da Câmara, percorre a vila, acompanhado pelo seu Ajudante-de-Campo, passando pelos grupos armados que não o hostilizam. A estação telegráfica transforma-se num posto de permanência onde, rodeado pelas autoridades locais, recebe as últimas notícias da capital. Francisco José da Rocha Martins refere-se mesmo duma linha de defesa de centenas de homens armados em volta da Cidadela de Cascais, que aguardavam ordens. Face à possibilidade dum bombardeamento da Cidadela, D. Afonso recolhe à residência do 1.º Conde de Arnoso, Bernardo Pinheiro Correia de Melo, até ser obrigado a abandonar a vila. O então Administrador do Concelho, D. Fernando de Castelo Branco, também conhecido por D. Fernando Pombeiro, e o Presidente em Exercício da Autarquia, José Cardoso de Meneses Martins, pedem a demissão, sendo substituídos, respectivamente, por João José Dinis, logo a 5 de Outubro, e por Abeilard Raul Fragoso de Vasconcelos, apenas a 13 de Outubro.

### Perseguições religiosas
Destemido defensor da Igreja Católica, nos piores tempos da perseguição religiosa, entre 1910 e 1911, pôs a sua casa à disposição da Autoridade Eclesiástica para nela se exercer o culto, enquanto não foi possível reabrir a Igreja Paroquial, a Igreja Matriz de Nossa Senhora da Assunção.

### Presidente Efectivo da Câmara Municipal de Cascais
Durante o Governo e Presidência de Sidónio Pais, exerceu novamente o cargo de Presidente da Câmara Municipal de Cascais, então constituída numa Comissão Administrativa Municipal, de 13 de Junho de 1918 a 13 de Fevereiro de 1919.